# Школа № 1542
Госуда́рственное бюдже́тное общеобразова́тельное учрежде́ние го́рода Москвы́ «Школа №1542» — школа города Москвы. Расположена в районе Солнцево Западного административного округа Москвы.

## История
Школа № 1010 была открыта 1 сентября 1987 года в новопостроенном типовом здании. В 1994 году школе был присвоен статус гимназии и присвоен номер 1542.
В 2012—2014 годах Гимназия была реорганизована на основании нескольких приказов Департамента образования города Москвы путём присоединения к ней прогимназии № 1728, детского сада № 1725 (2012), средних общеобразовательных школ № 1011 и 1364 со своими дошкольными учреждениями и ЦДТ «Солнцево» (2013—2014).
В результате этого объединения в 2014 году в гимназии было 275 воспитанников, 1326 учеников и 192 основных сотрудника. Комплекс гимназии стал включать в себя 4 здания. Бюджет за 2013—2014 учебный год составил более 200 млн рублей. Средняя заработная плата учителя в 2014 году составила 78327 рублей, воспитателя — 49898 рублей.

## Достижения
- 1994 — школа получила статус гимназии[2].
- 2001 — стала «золотой школой» Москвы[2].
- 2004 — победитель конкурса «Лучшие школы Москвы»[2].
- 2004 — победитель Кубка Героев России[2].
- 2006 — победитель национального приоритетного проекта «Образование»[2].
- 2008 — 6-е место в WorldRobotOlympiad в Японии[2].
- 2009 — ресурсный центр программы «Оксфордское качество»[2].
- 2010 — вошла в пятерку лучших школ Западного округа по результатам ЕГЭ[2].
- 2011 — грант мэра Москвы в сфере образования (диплом III степени, 50-е место в Москве)[2].
- 2012 — грант мэра Москвы в сфере образования (диплом II степени, 43-е место в Москве)[2].
- 2013 — грант мэра Москвы в сфере образования (диплом II степени, 58-е место в Москве)[2].
- 2014 — школа была лишена статуса гимназии.
- 2023 — грант мэра Москвы 2-й степени.[3]

## Рейтинги

### Россия
- В 2013 году вошла в рейтинг Топ-500 лучших школ России, составленный Московским центром непрерывного математического образования, — в числе 89 московских школ[4].

### Москва
- В рейтинге школ Москвы Департамента образования города Москвы по результатам образовательной деятельности занимала 86-е (2014—2015 учебный год), 64-е (2013—2014 учебный год), 58-е (2012—2013), 50-е (2011—2012) места[5].

| Год   | 2012 | 2013 | 2014 | 2015 |
| ----- | ---- | ---- | ---- | ---- |
| Место | 50   | 58   | 64   | 86   |

- В 2013 году вошла в расширенный список лучших математических школ Москвы[6].

## Директора
- 1987-? - Бадил Валентина Александровна
- ?-2014 - Нина Николаевна Карнюшина
- 2014 - 2021 - Светлана Николаевна Сахарова[2]
- 2022 -н.в. - Мазилина Марина Витальевна

## Известные учителя и выпускники
- Владимир Владимирович Кружалов — учитель истории. Автор рабочей тетради «История России. XIX век»[7]. Победитель всероссийского конкурса «Учитель года России» (2009)[8][9][10].
- Ольга Аркадьевна Павлова — учитель математики. Победитель конкурса лучших учителей образовательных учреждений, реализующих общеобразовательные программы начального, общего и среднего (полного) общего образования, на получение денежного поощрения (город Москва, 2007)[11].
- Владимир Петрович Шкурихин (р. 1958) — учитель физкультуры; волейболист. Серебряный призёр Олимпийских игр (1988), чемпион мира (1982), победитель Кубка мира (1981), четырёхкратный чемпион Европы (1981, 1983, 1985, 1987). В феврале 2017 года уволился по состоянию здоровья.
- Настя Жидкова, модель-альбинос.
- Софья и Арина Меладзе, отец которых — российский певец Валерий Меладзе
- Демин Борис Романович, фехтовальщик[12], певец.